# ذكر اللولبة ولقمتها
ذُكور اللولبة (بالإنجليزية: Taps)‏ ولُقَمِهَا (بالإنجليزية: Dies)‏ هي أدوات تستخدم لإنشاء لوالب البراغي. العديد منها أدوات قطع؛ والبعض الآخر أدوات تشكيل. يُستخدَم ذكر اللولبة لقطع أو تشكيل الجزء الأنثى [الإنجليزية] من الزوج المتعاشق (على سبيل المثال الصمولة). تُستَخدَم لقمة اللولبة لقطع أو تشكيل الجزء الذكر من الزوج المتعاشق (على سبيل المثال البرغي). تسمى عملية قطع أو تشكيل الخيوط باستخدام ذكر لولبة باللولبة الداخلية أو القلوظة، في حين تسمى العملية التي تُستَخدَم فيها لقمة اللولبة باللولبة الخارجية.
يمكن استخدام كلتا الأداتين لتنظيف اللولب، وهو ما يسمى بالتمشيط. ومع ذلك، فإن استخدام ذكر اللولبة أو لقمتها العاديين لتنظيف اللولب يزيل عمومًا بعض المواد، مما يؤدي إلى خيوط أَسْيَب وأكثر ارتخاءً. وبسبب هذا، ينظف عمال الماكينات اللوالب باستخدام ذكور ولُقَم لولبة خاصة - تسمى مَمَاشِط اللولبة [الإنجليزية] - مصنوعة لهذا الغرض. تتكون مماشط اللولبة من مواد أكثر ليونة ولا تقطع أسنان لولب جديدة. ومع ذلك، فإنها لا تزال أكثر إحكامًا من المثبتات الفعلية، وهي مُخَدَّدَة مثل ذكور ولقم اللولبة العادية حتى تتمكن البقايا من الانفلات. على سبيل المثال، يستخدم ميكانيكيو السيارات المماشط على لوالب شمعات الإشعال لإزالة التآكل وتراكم الكربون.

### معلومات الكتب الكاملة
- أحمد شفيق الخطيب (2018). معجم المصطلحات العلمية والفنية والهندسية الجديد: إنجليزي - عربي موضح بالرسوم (بالعربية والإنجليزية) (ط. 1). بيروت: مكتبة لبنان ناشرون. ISBN:978-9953-33-197-3. OCLC:1043304467. OL:19871709M. QID:Q12244028.